# Фрэзер, Брюс
Сэр Брюс Остин Фрэзер, 1-й барон Фрэзер Нордкапский (англ. Bruce Austin Fraser, 1st Baron Fraser of North Cape, 5 февраля 1888 — 12 февраля 1981, Лондон) — британский флотоводец, адмирал флота, барон Нордкапский (1946).
Участвовал в Первой и Второй мировых войнах. После завершения Второй мировой войны стал Первым морским лордом и руководителем военно-морского штаба Великобритании (1948). Покинул службу в 1951 году в звании адмирала флота.

## Начало карьеры во флоте
Сын адмирала Александра Фрэзера.
Начал службу в Королевском флоте 15 января 1904 года в качестве кадета. С первых дней он показал себя весьма перспективным молодым человеком. На офицерских экзаменах, которые проходили с марта 1907 по декабрь 1908 года, он показал высшие баллы. 15 марта 1907 года Фрэзер получил звание второго лейтенанта, а ровно через год — лейтенанта. Будучи в этих чинах, он служил во Флоте Канала и британском Средиземноморском Флоте. В августе 1910 года Фрэзер вернулся в Англию, получив назначение на крейсер «Боадицея» в составе Флота Метрополии. 31 июля 1911 года он начал обучение в Артиллерийской школе в гавани Портсмуте. В марте 1916 года Фрэзеру было присвоено очередное звание — лейтенант-коммандера. Коммандером он стал в июне 1919 года, а капитаном (кэптеном) — в июне 1926 года.
В течение Перовой мировой войны Фрэзер служит артиллерийским офицером на крейсере «Минерва» в Дарданеллах и Ост-Индии, в 1916 году — старшим офицером на крейсере «Excellent», после этого — на линкоре «Резолюшен» После окончания войны в 1919 году был направлен на Каспийское море в составе отряда генерала Денстервилля, попал в плен к большевикам и с 1919 по 1920 годы содержался в плену в Советской России, но был отпущен. Позднее, в 1943 году при встрече с советским адмиралом А. Г. Головко Фрэзер сам рассказал ему этот эпизод, с юмором заметив, что он благодарен большевикам: из-за плохого питания в тюрьме у него сама собой зарубцевалась несколько лет мучившая его язва желудка. Затем с 1922 по 1927 год последовала служба в Департаменте артиллерийского вооружения (англ. Naval Ordnance Department), а с 1927 — служба в качестве флагманского артиллериста флота (англ. Fleet Gunnery Officer) и начальника Тактического отдела штаба ВМФ. В 1930 году Фрэзер принял командование крейсером «Эффингем». В 1933 году он стал главой Департамента артиллерийского вооружения (англ. Director of the Naval Ordnance Department).
В 1936 году последовало новое назначение в море — Фрэзер принял командование авианосцем «Глориес». В этом же году он стал начальником штаба при командующем авианосными силами. В январе 1938 года Фрэзеру было присвоено звание контр-адмирала. В 1939 году он получил должность начальника штаба командующего британским Средиземноморским Флотом. В мае 1940 года повышен в чине до вице-адмирала.

## Вторая мировая война

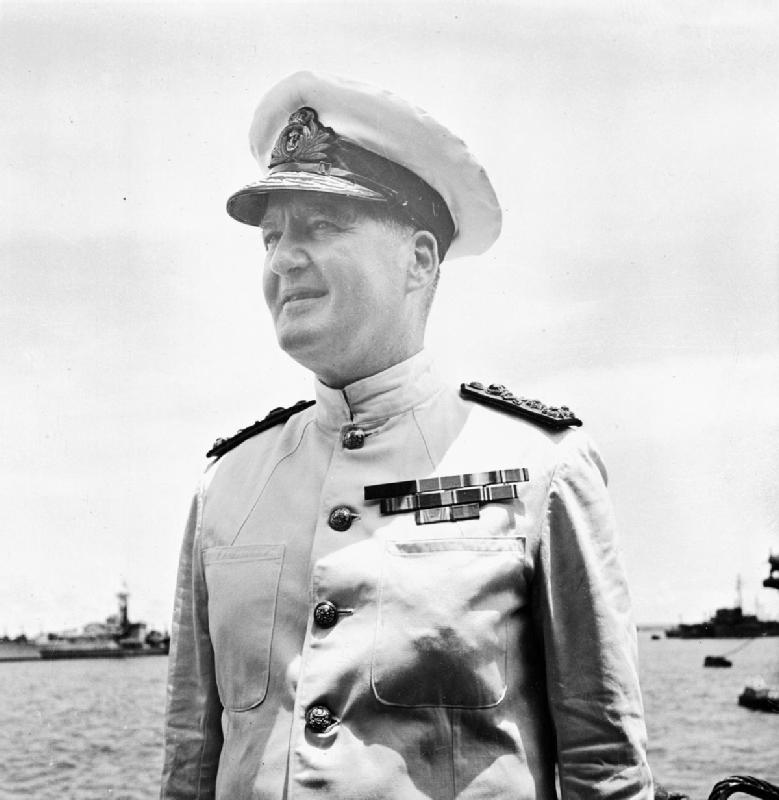
Адмирал Брюс Фрэзер на борту линкора «Дюк оф Йорк», Гуам, 1945 год

С началом Второй мировой войны Фрэзер находится в должности Третьего Морского Лорда. В 1942 году он становится младшим флагманом Флота Метрополии, одновременно с этим командующим 2-й эскадрой линкоров. В мае 1943 года Фрэзер сменяет адмирала сэра Джона Тови на посту командующего британским Флотом Метрополии с присвоением временного звания адмирала, которое было заменено на постоянное в феврале 1944 года.

Самым известным фактом в биографии Фрэзера во время нахождения на посту командующего Флотом Метрополии стало потопление германского линкора «Шарнхорст» в Битве у мыса Нордкап 26 декабря 1943 года. Соединения британского флота занимались эскортированием конвоев с боеприпасами и снаряжением в Мурманск. Во время проводки одного из таких конвоев, JW 55B, получив данные разведки о намерении линкора «Шарнхорст» атаковать конвой, адмирал Фрэзер, держа флаг на линкоре «Дюк оф Йорк», расположил свою эскадру между конвоем и германским кораблём. В день перед битвой Фрэзер предстал перед глазами одного из офицеров в следующем образе:

«На нём не было морской униформы как таковой, он был одет в старые брюки, рубашку-поло, свитер и потрёпанную адмиральскую фуражку, с трубкой, испускавшей искры и пламя … это был настоящий триумф личности …»
В результате последовавшего боя «Шарнхорст» был потоплен артиллерией и торпедами с британских кораблей, а адмирал, таким образом, отомстил за гибель авианосца «Глориес», которым он ранее командовал, погибшего от снарядов «Шарнхорст» и его собрата «Гнейзенау» в 1940 году.
Летом 1944 года адмирал Фрэзер получает назначение командующим британским Восточным Флотом, а позже — Британским Тихоокеанским Флотом — мощным соединением из нескольких десятков кораблей разных классов, в том числе множества авианосцев и линейных кораблей, предназначенным для борьбы против Японии. Но, в отличие от периода командования Флотом Метрополии, когда адмирал держал флаг на боевых кораблях, на этот раз его штаб находился на берегу, в Австралии. Британский Тихоокеанский Флот принял участие в Битве за Окинаву и серии атак японской метрополии в 1945 году.

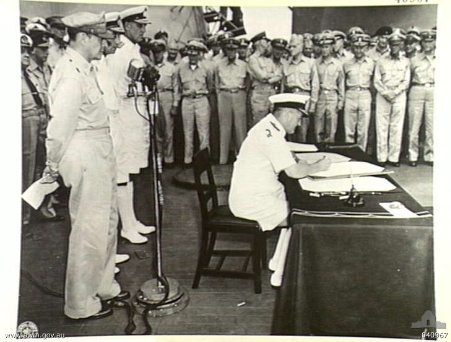
Токийский Залив, 2 сентября 1945 — адмирал сэр Брюс Фрэзер, командующий Британским Тихоокеанским Флотом, подписывает Акт о безоговорочной капитуляции Японии от имени Великобритании на борту американского линкора USS Missouri

.

## Послевоенная служба

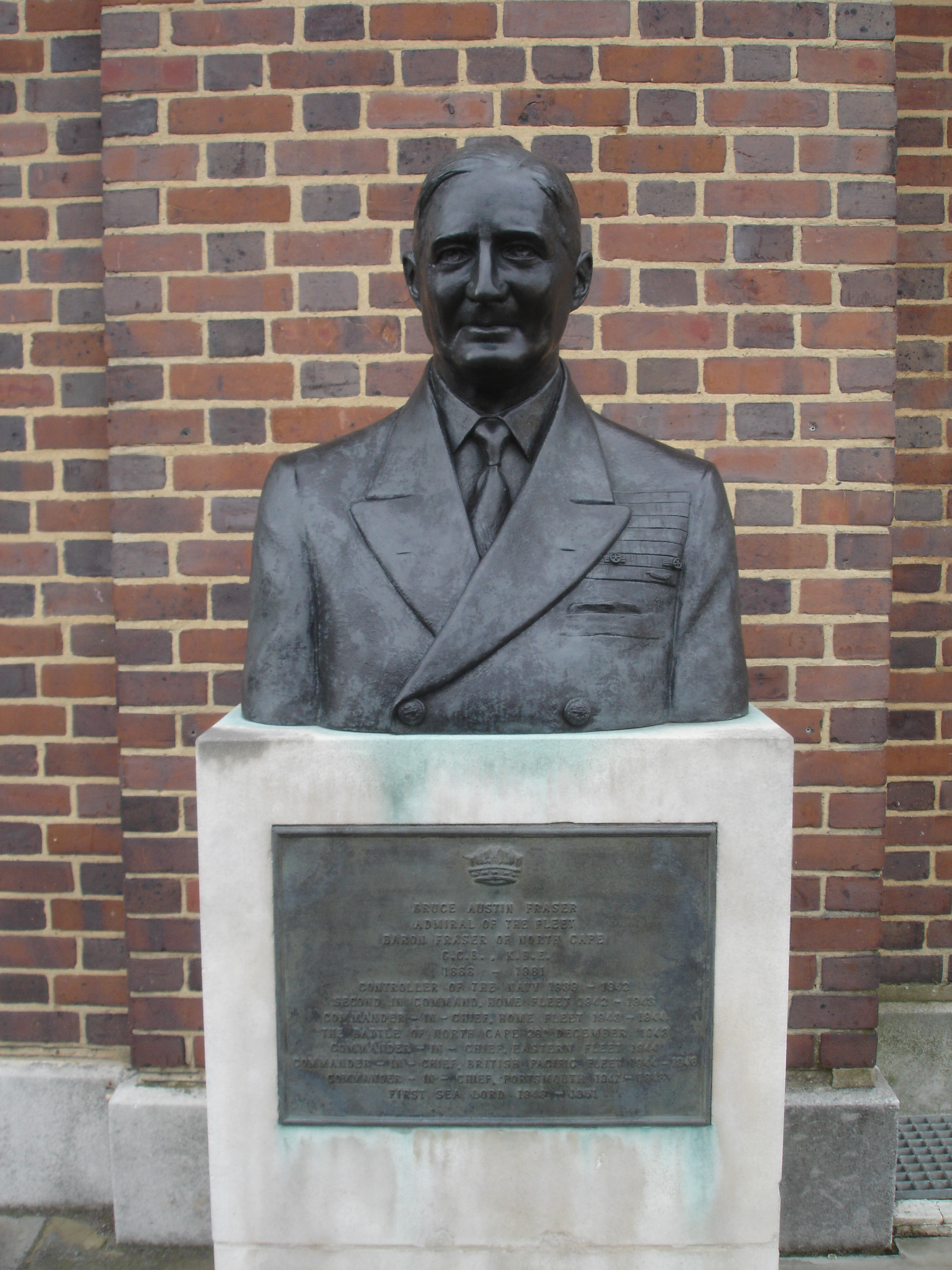
Бюст адмирала сэра Брюса Фрэзера в Портсмуте

В 1946 году Фрэзер получил титул барона Нордкапского. В июле—августе 1946 года посетил с визитом СССР, где его с почётом принимали в Кронштадте, Ленинграде и Москве. В мае 1947 года адмирал Фрэзер получает должность командующего базой в Портсмуте, а в сентябре 1948 года становится Первым Морским Лордом и начальником военно-морского штаба. В 1951 году Фрэзер выходит в отставку со званием Адмирала Флота. Умер адмирал в феврале 1981 года в возрасте 93 лет.

## Награды
- Орден Суворова I степени — Указом Президиума Верховного Совета СССР «О награждении командующего Отечественным флотом Великобритании адмирала сэра Брюса Фрезера орденом Суворова I степени» от 19 февраля 1944 года за «успешное руководство боевыми действиями при проведении в порты СССР союзного морского конвоя с вооружением и другими грузами, в результате чего 26 декабря 1943 года был потоплен немецкий линейный корабль „Шарнгорст“»[6].